# Saccocirrus pussicus
Saccocirrus pussicus är en ringmaskart som beskrevs av Ernst Marcus 1948. Saccocirrus pussicus ingår i släktet Saccocirrus och familjen Saccocirridae. Inga underarter finns listade i Catalogue of Life.